# Abbe-Verfahren
Als Abbe-Verfahren (benannt nach Ernst Abbe) bezeichnet man eine Messmethode zur Bestimmung der Brennweite einer Linse sowie seine Erweiterung auf Systeme mehrerer Linsen, bei der man auch die Lage der Hauptebenen erhält.

## Brennweitenbestimmung von Einzellinsen nach Abbe
Für die Bestimmung der Brennweite einer einzelnen Linse benötigt man einen Gegenstand (Lichtquelle und Spalt), einen Schirm und die Linse, deren Brennweite bestimmt werden soll. Die Position der Linse wird auf einer optischen Bank fixiert. Gegenstand und Schirm werden so positioniert, dass man ein scharfes Bild erhält. Eine weitere Scharfstellung wird für einen um d verschobenen Gegenstand vorgenommen.  Aus d, der Gegenstandsgröße G und den beiden Bildgrößen B und B‘ ergibt sich die Brennweite f zu
{\displaystyle f={\frac {d}{{\frac {G}{B'}}-{\frac {G}{B}}}}}

## Linsensystem
Befestigt man alle Linsen starr zueinander auf einem Reiter und legt einen Bezugspunkt auf diesem fest, so erhält man durch Verschieben von Gegenstand und Schirm auf verschiedene Scharfstellungen drei Messreihen für den Abstand x zum Gegenstand, den Abstand x′ zum Bild und die Bildgröße B. Mit dem Abbildungsmaßstab {\displaystyle \gamma ={\tfrac {B}{G}}} ergeben sich folgende Gleichungen:
{\displaystyle x=f\left(1+{\frac {1}{\gamma }}\right)+h}
{\displaystyle x'=f'\left(1+\gamma \right)+h'}
Dabei entsprechen die Parameter h, h′ den Abständen der gegenstands- bzw. bildseitigen Hauptebene zum Bezugspunkt. Diese und die Brennweite f können mittels einer linearen Regression aus den Messreihen gewonnen werden. f und f' besitzen häufig den gleichen Betrag jedoch ein anderes Vorzeichen.